# Samad Nikkhah Bahrami
Mohammad Samad Nikkhah Bahrami (* 11. Mai 1983 in Teheran; persisch صمد نیکخواه بهرامی) ist ein iranischer Basketballspieler und Teilnehmer an den Olympischen Sommerspielen 2008 in Peking. 
Zurzeit spielt er als professioneller Basketballer auf der Position des Small Forward für Mahram Tehran Basketball Club in der iranischen Basketball-Super League und in der iranischen Basketballnationalmannschaft.
Samad Nikkhah Bahrami spielte zuvor mit seinem Ende 2007 verstorbenen Bruder Aidin Nikkhah Bahrami bei Saba Battery Teheran Basketball Club, mit denen er im Jahr 2007 Asiatischer Klubmeister wurde.
Während der Eröffnungsfeier der Olympischen Sommerspiele 2020 war er, gemeinsam mit der Schützin Hanieh Rostamian, der Fahnenträger seiner Nation.

## Karriere
- 2001–2002  Iran Nara Teheran Basketball Club
- 2002–2005  Sanam Teheran Basketball Club
- 2005–2006  Petrochimi Bandar Imam Basketball Club
- 2006–2008  Mahram Tehran Basketball Club
- 2006–2008  Saba Battery Teheran Basketball Club nur im asiatischen Klubwettbewerb
- 000002008  Cholet Basket
- 2008–2009  Élan Béarnais Pau-Orthez
- 2009–0000  Mahram Tehran Basketball Club

## Erfolge
- 2006 Asienspiele in Doha (Bronze)
- 2007 Asiatischer Klubmeister mit Saba Battery Teheran Basketball Club
- 2007 FIBA-Asienmeisterschaft (Gold)[2]
- 2008 Asiatischer Klubmeister mit Saba Battery Teheran Basketball Club
- 2009 Asiatischer Klubmeister mit Mahram Teheran Basketball Club
- 2009 FIBA-Asienmeisterschaft (Gold)[3]